# Indrani Rahman
Indrani Rahman (19 de setembro de 1930, Chennai – 5 de fevereiro de 1999, Nova Iorque) foi uma renomada bailarina clássica indiana. Ela apresentou formas tradicionais de dança como Bharatanatyam, Kuchipudi, Kathakali e Odissi, contribuindo para popularizá-las nos países ocidentais. Foi a primeira vencedora do concurso de beleza Miss India em 1952 e representou a Índia no Miss Universo 1952. Em 1976, estabeleceu-se em Nova Iorque, onde continuou a promover sua arte.

## Primeiros anos e família
Indrani nasceu em Chennai (na época conhecida como Madras). Seu pai, Ramlal Balram Bajpai (1880–1962), era um químico marata e ex-presidente da Indo-American League. Sua mãe, Ragini Devi (nome original Esther Luella Sherman), era de origem americana. Ramlal foi aos Estados Unidos para estudos superiores, onde conheceu Esther e se casou com ela. Esther nasceu em 1893 em Petoskey, Michigan, e faleceu em 1982. Após o casamento, Esther converteu-se ao hinduísmo e adotou o nome "Ragini Devi".
Na década de 1920, o casal retornou à Índia. Ramlal trabalhou como editor assistente da revista Young India, fundada por Lala Lajpat Rai. Após a independência da Índia, ele se tornou cônsul geral da Índia em Nova Iorque e presidente da Indo-American League. Ragini dedicou sua vida ao renascimento das danças clássicas indianas. Ela aprendeu Bharatanatyam com Jetti Tayamma em Mysore e aperfeiçoou sua arte com Gauri Amma em Chennai. Tornou-se uma das bailarinas mais famosas da década de 1930.

Indrani cresceu em uma família multicultural. Sua mãe americana a incentivou a ser independente e a participar de concursos de beleza. Em 1952, aos 15 anos, ela venceu o título de Miss India.

## Carreira

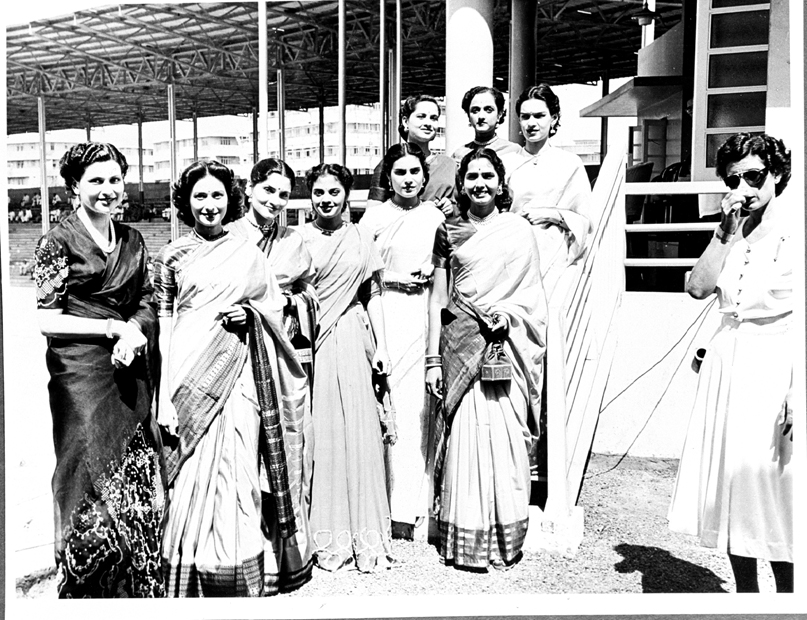
Indrani Rahman com as participantes do Miss India 1952

Indrani começou a estudar dança aos nove anos na escola de sua mãe, acompanhando-a em turnês pela América e Europa. Inicialmente, aprendeu Bharatanatyam, no estilo Pandanallur, com o guru Chokkalingam Pillai (1893–1968) na década de 1940. Mais tarde, mudou-se para Vijayawada, onde aprendeu Kuchipudi com Korada Narasimha Rao, com quem realizou turnês mundiais.
Em 1947, o renomado crítico de dança indiano Charles Fabri reconheceu seu talento e a incentivou a ir para Odisha para aprender Odissi. Após três anos de treinamento com o guru Deb Prasad Das, Indrani tornou-se a primeira bailarina profissional a praticar Odissi, ajudando a popularizá-lo na Índia e no mundo. Em 1952, ela venceu o Femina Miss India e participou do Miss Universo 1952.
Em 1961, ela foi a primeira bailarina a se apresentar em uma turnê nacional organizada pela Asia Society. Apresentou-se diante do presidente americano John F. Kennedy e do primeiro-ministro indiano Jawaharlal Nehru em Washington, D.C. Nos anos seguintes, dançou para personalidades como o imperador Haile Selassie, a rainha Isabel II, Mao Tsé-Tung, Nikita Khrushchev e Fidel Castro. Em 1976, tornou-se professora no departamento de dança da Juilliard School em Nova Iorque e lecionou em várias universidades americanas, incluindo Harvard.

## Vida pessoal
Aos 15 anos, Indrani casou-se com Habib Rahman (1915–1995) em 1945. O casal teve dois filhos: um menino, Ram Rahman, e uma menina, Sukanya Rahman.

## Morte
Indrani Rahman faleceu em 5 de fevereiro de 1999 em Manhattan, Nova Iorque.

## Prêmios
1952: Femina Miss India
1969: Padma Shri
1981: Sangeet Natak Akademi Award